# Laurence Ferreira Barbosa
Pour les articles homonymes, voir Ferreira et Barbosa.
Laurence Ferreira Barbosa, née en 1958 à Versailles, est une réalisatrice et scénariste française.

## Biographie
D'origine portugaise, Laurence Ferreira Barbosa fait ses débuts au cinéma en 1982 avec le court métrage Paris-Ficelle. Celui-ci est remarqué et obtient le prix spécial du jury au Festival de Belfort. 
Elle enchaînera avec d'autres courts-métrages avant de réaliser son premier long métrage, Les gens normaux n'ont rien d'exceptionnel, qui réunit entre autres Valeria Bruni-Tedeschi et Melvil Poupaud et qui évoque le destin d'une jeune femme souffrant d'amnésie dans un hôpital psychiatrique. Elle dirige l'actrice Jeanne Balibar dans J'ai horreur de l'amour, une comédie loufoque autour d'une femme médecin, ou encore Isabelle Huppert dans La Vie moderne : elle y brosse le portrait de trois personnages victimes de leur mal-être, tandis qu'elle s'attache à la métamorphose d'une jeune femme dans Ordo. 
Le 11 juillet 1997, dans les Nuits magnétiques, France-Culture diffuse une émission qui lui est consacrée, D'un bord à l'autre, produite par Catherine Soullard.  
Laurence Fereira Barbosa, qui signe déjà ses scénarios, travaille notamment avec Cédric Kahn (L'Ennui, Feux rouges).

## Filmographie

### Longs métrages
- 1993 : Les gens normaux n'ont rien d'exceptionnel
- 1994 : Paix et Amour (téléfilm de la série d'Arte Tous les garçons et les filles de leur âge sur le thème de l'adolescence)
- 1997 : J'ai horreur de l'amour
- 2000 : La Vie moderne
- 2003 : Motus (téléfilm)
- 2004 : Ordo
- 2008 : Soit je meurs, soit je vais mieux
- 2017 : Tous les rêves du monde

### Courts métrages
- 1983 : Paris ficelle
- 1986 : Adèle Frelon est-elle là?
- 1986 : Sur les talus
- 2007 : un segment du film collectif Dix films pour en parler

### Scénario
- 1997 : Le Silence de Rak de Christophe Loizillon
- 1998 : L'Ennui de Cédric Kahn
- 2004 : Feux rouges de Cédric Kahn

## Distinctions
- 1994 : Nomination au César de la meilleure première œuvre pour Les gens normaux n'ont rien d'exceptionnel
- 1997 : Prix de la jeunesse au festival de Cannes pour J'ai horreur de l'amour